# Desastre aéreo de Überlingen
O Desastre aéreo de Überlingen  ou Acidente do lago de Constança, foi um acidente aéreo ocorrido com o voo DHL 611, um Boeing 757 cargueiro, que operava a serviço da operadora DHL e um Tupolev Tu-154, da Bashkirian Airlines, que transportava principalmente crianças da Rússia em férias até à cidade de Barcelona. O acidente teve lugar no espaço aéreo que separa as cidades de Owingen e Überlingen, no extremo sul da Alemanha.
As duas aeronaves colidiram no ar às 21h35 (UTC) do dia 1 de julho de 2002. O estabilizador vertical do Boeing 757 da DHL acabou cortando ao meio a fuselagem do Tu-154M, fazendo com que todos os tripulantes e passageiros das aeronaves morressem na sequência do choque.
A investigação oficial do BFU - Bundesstelle für Flugunfalluntersuchung (Escritório Federal de Investigação de Acidentes Aéreos da Alemanha) determinou que as causas do acidente tinham sido a falha no sistema de controle do tráfego aéreo suíço-alemão e problemas quanto ao uso do sistema anticolisão (TCAS).
Um ano e meio depois da colisão aérea, o controlador de tráfego aéreo que estava na torre de controle na hora do acidente, o dinamarquês Peter Nielsen, foi morto à facada em 24 de fevereiro de 2004 em um aparente ato de vingança pelo russo Vitaly Kaloyev, que perdeu a esposa e os dois filhos no acidente.

## Aeronaves envolvidas e tripulação
O voo 2937 da Bashkirian Airlines foi um voo fretado de Moscou, Rússia, para Barcelona, Espanha, transportando 60 passageiros e nove tripulantes. Quarenta e cinco dos passageiros eram estudantes russos da cidade de Ufa, em Bascortostão, em uma viagem escolar organizada pelo comitê local da UNESCO à Costa Dourada perto de Tarragona, na Catalunha. A maioria dos pais das crianças eram funcionários de alto escalão na república autônoma russa. Um dos pais era o chefe do comitê local da UNESCO.
A aeronave, um Tupolev Tu-154M construído em 1995 e registrado como RA-85816, foi entregue pela primeira vez à Bashkirian Airlines até 1998 antes de ser vendida à Transeuropean Airlines. A aeronave foi vendida mais uma vez para a Shaheen Air em 1999 antes de ser devolvida à Bashkirian Airlines em janeiro de 2002. O voo foi pilotado por uma tripulação russa experiente: o capitão Alexander Mikhailovich Gross, 52 anos, (russo: Александр Михайлович Гросс); o primeiro oficial Oleg Pavlovich Grigoriev, 40 anos (russo: Олег Павлович Григорьев). O capitão tinha mais de 12.000 horas de voo (incluindo 4.918 horas no Tu-154) em seu crédito. Grigoriev, o piloto-chefe da Bashkirian Airlines, tinha 8.500 horas de experiência de voo (com 4.317 horas no Tu-154) e a tarefa dele era avaliar o desempenho do capitão Gross durante o voo.
Murat Akhatovich Itkulov, de 41 anos (russo: Мурат Ахатович Иткулов), um piloto experiente com cerca de 7.900 horas de voo (com 4.181 delas no Tu-154), que normalmente era o primeiro oficial, não serviu oficialmente de plantão, porque era o voo de avaliação do capitão; Sergei Gennadyevich Kharlov, de 50 anos (russo: Сергей Геннадьевич Харлов), um navegador de voo com aproximadamente 13.000 horas de voo (incluindo 6.421 horas no Tu-154) e o engenheiro de voo de 37 anos Oleg Irikovich Valeev (russo: Олег Ирикович Валеев), que tinha quase 4.200 horas de vôo (todas no Tu-154), juntou-se aos três pilotos na cabine.
O voo DHL 611, era operado por uma aeronave de carga Boeing 757-23APF construída em 1990 e entregue pela primeira vez à Zambia Airways como 9J-AFO antes de ser vendida para a Gulf Air como VH-AWE no final de 1993. Foi então vendida para a DHL International em 1996 sob o mesmo registro. A aeronave foi mais uma vez vendida para a EAT Leipzig como OO-DLK em 2000 até 2002 antes de ser devolvida à DHL International como A9C-DHL. O voo estava sendo realizado por dois pilotos baseados no Bahrein, o capitão britânico Paul Phillips de 47 anos e o primeiro oficial canadense Brant Campioni de 34 anos. Ambos os pilotos eram muito experiente: Phillips registrou cerca de 12.000 horas de voo (incluindo 4.145 horas no Boeing 757) e Campioni acumulou mais de 6.600 horas de voo, sendo 176 delas no Boeing 757. No momento do acidente, a aeronave estava a caminho de Bergamo, Itália, para Bruxelas, Bélgica.

## Acidente

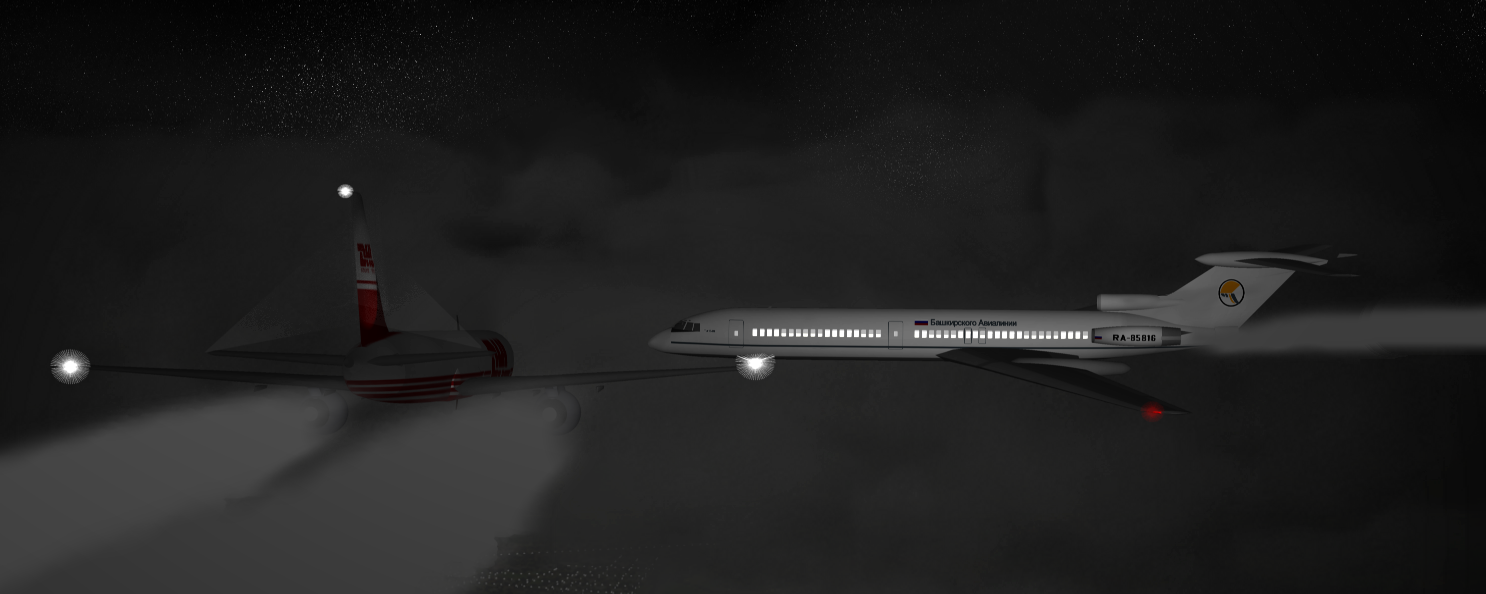
Ilustração do momento da colisão entre os aviões

As duas aeronaves estavam voando em nível de voo 360 (36.000 pés [11.000 m]) em rota de colisão. Apesar de estar apenas dentro da fronteira alemã, o espaço aéreo era controlado a partir de Zurique, na Suíça, pela empresa privada suíça de controle do espaço aéreo Skyguide. O único controlador responsável pelo espaço aéreo, Peter Nielsen, estava trabalhando em duas estações de trabalho ao mesmo tempo. Em parte devido à carga de trabalho adicional e em parte devido aos atrasos nos dados do radar, ele não percebeu o problema a tempo e, portanto, não conseguiu manter as aeronaves a uma distância segura umas das outras.
Menos de um minuto antes do acidente, ele percebeu o perigo e contatou o voo 2937, instruindo o piloto a descer até o nível de vôo 350 para evitar colisão com o tráfego de travessia (voo 611). Segundos depois que a tripulação russa iniciou a descida, seu TCAS os instruiu a subir, enquanto mais ou menos ao mesmo tempo o TCAS do voo 611 instruiu os pilotos daquela aeronave a descer. Se ambas as aeronaves tivessem seguido essas instruções automatizadas, a colisão não teria ocorrido.
Os pilotos do voo 611 da DHL seguiram as instruções do TCAS e iniciaram uma descida, mas não puderam informar imediatamente a Nielsen porque o controlador estava lidando com o voo 2937. Cerca de oito segundos antes da colisão, a taxa de descida do voo 611 era de cerca de 12 m/s (2.400 ft/min), não tão rápido quanto o intervalo de 13 a 15 m/s (2.500 a 3.000 pés/min) recomendado pelo TCAS desse jato; quanto ao Tupolev, o piloto desconsiderou a instrução do TCAS de seu jato para subir, já tendo iniciado a descida conforme orientação do controlador. Assim, ambos os aviões estavam descendo.
Sem saber dos alertas emitidos pelo TCAS, Nielsen repetiu sua instrução para o voo 2937 descer, dando à tripulação do Tupolev informações incorretas quanto à posição do avião da DHL (dizendo a eles que o Boeing estava à direita do Tupolev quando na verdade estava a esquerda).
Oito segundos antes da colisão, a tripulação do voo 2937 finalmente percebeu sua posição real quando teve o visual do voo 611 vindo da esquerda. O voo 611, em resposta, aumentou a taxa de descida. Dois segundos antes da colisão, os pilotos do voo 2937 finalmente obedeceram ao TCAS do jato para subir e tentaram colocar a aeronave em uma subida, mas a colisão agora era inevitável.
A aeronave colidiu às 23:35:32 hora local (18:35:32 UTC-3, 21:35 UTC), quase em ângulo reto a uma altitude de 10.630 m (34.890 pés), com o estabilizador vertical do Boeing cortando completamente ao meio a fuselagem do Tupolev logo a frente das asas. O avião russo se partiu em vários pedaços, espalhando destroços em uma ampla área. A seção do nariz da aeronave caiu verticalmente, enquanto a seção da cauda com os motores continuou voando até estolar e cair em um campo.
O Boeing danificado, agora com 80% de seu estabilizador vertical perdido, tentou voar por mais 7 km (4,3 mi; 3,8 nm) antes de colidir com uma área arborizada perto da vila de Taisersdorf em um ângulo de 70° para baixo. Cada motor acabou caindo várias centenas de metros longe dos destroços principais, e a seção da cauda foi arrancada da fuselagem por árvores pouco antes do impacto. Todas as 69 pessoas no Tupolev, e ambos os membros da tripulação a bordo do Boeing, morreram.

## Outros fatores para o acidente

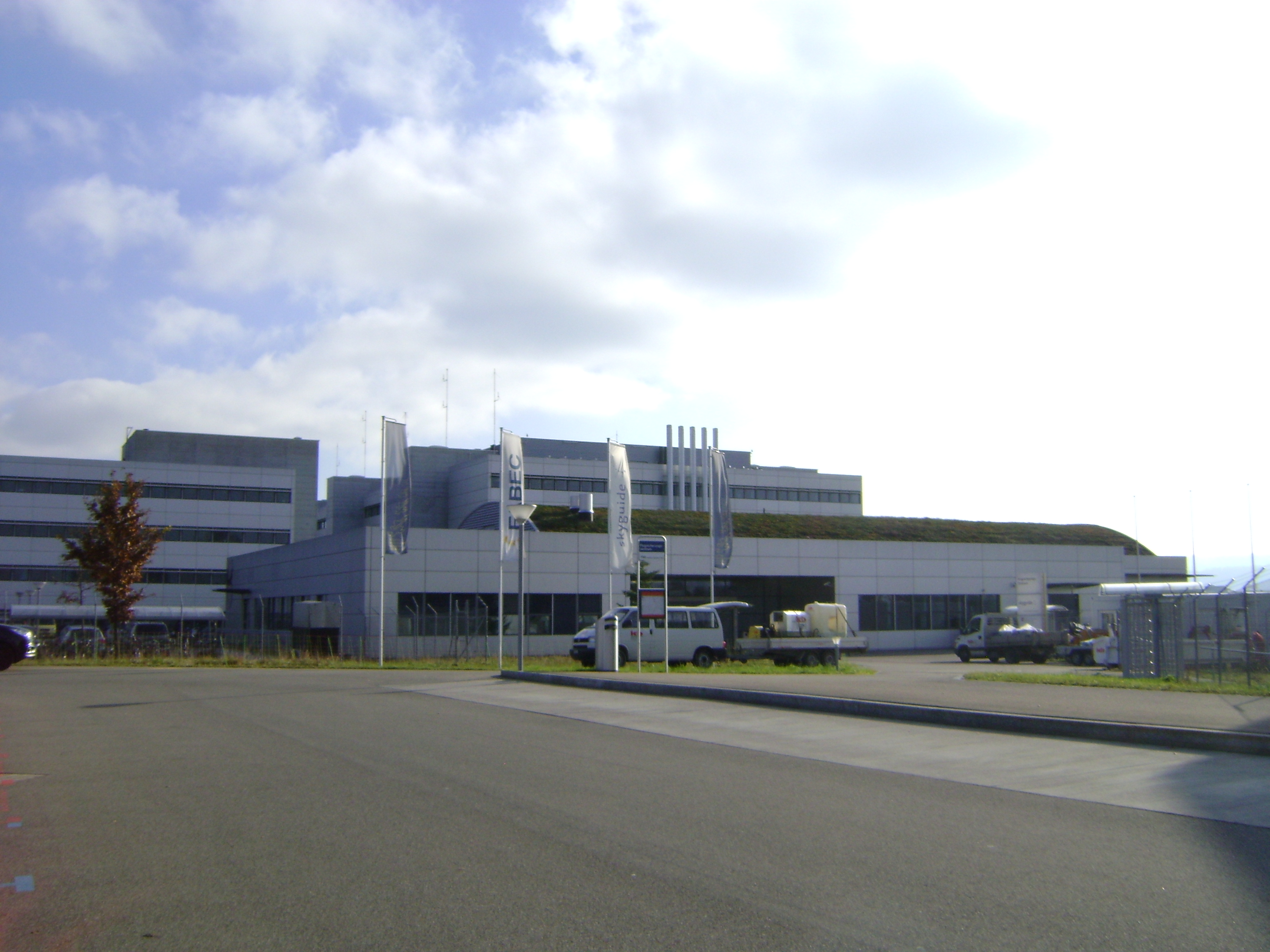
Centro de controle de tráfego aéreo Skyguide

Apenas um ATC, Peter Nielsen, do centro de rotas de Zurich, estava controlando o espaço aéreo através do qual a aeronave voava. O outro controlador de serviço estava descansando em outra sala durante a noite. Isso ia contra os regulamentos do Skyguide, mas era uma prática comum há anos e era conhecido e tolerado pela administração. Os trabalhos de manutenção estavam a ser efetuados no sistema principal de processamento de imagens do radar, o que obrigou os controladores a utilizarem um sistema de radar inferior. Os sistemas de telefone também estavam em manutenção, o que impedia o contato entre outros controles de tráfego aéreo. Um vôo atrasado chegou para pouso em Friedrichshafen, e com o sistema de telefones em manutenção, Nielsen foi obrigado a permanecer em contato com os pilotos, até que eles entrassem em contato com a torre de Friedrichshafen, enquanto os aviões se aproximavam da colisão.
O sistema de alerta ótico de colisão baseado em solo (STCA), que teria alertado o controlador sobre a colisão pendente cerca de 2 1⁄2 minutos antes de acontecer, foi desligado para manutenção. Nielsen não sabia disso. Um sistema de alerta sonoro de alerta de conflito de curto prazo, que lançou um alerta dirigido à estação de trabalho RE SUED às 23:35:00 (32 segundos antes da colisão). Este aviso não foi ouvido por nenhum dos presentes naquele momento, embora nenhum erro neste sistema tenha sido encontrado em uma auditoria técnica subsequente; entretanto, se esse aviso sonoro é funcional ou não, não é algo que seja tecnicamente registrado. Mesmo que Nielsen tivesse ouvido este aviso, naquele momento encontrar uma ordem de resolução útil pelo controle de tráfego aéreo era impossível.

### Declarações divergentes no relatório oficial
Todos os países envolvidos poderiam acrescentar declarações "divergentes" adicionais ao relatório oficial. O Reino do Bahrein, a Suíça e a Federação Russa apresentaram posições que foram publicadas com o relatório oficial. Os EUA não apresentaram posições divergentes. As declarações divergentes foram publicadas literalmente como um apêndice do relatório dos investigadores da BFU.
A declaração do Reino do Bahrein, país de origem do avião da DHL, concorda em grande parte com as conclusões do relatório. Ele diz que o relatório deveria ter colocado menos ênfase nas ações dos indivíduos e mais nas falhas dentro da organização e gestão do Skyguide. A declaração do Bahrein também menciona a falta de gerenciamento de recursos da tripulação na cabine do Tupolev como um fator no acidente.
A Federação Russa afirma que os pilotos russos não conseguiram obedecer ao conselho do TCAS para escalar; o aviso foi dado quando eles já estavam a 10.800 m (35.500 pés), enquanto o controlador declarou erroneamente que o tráfego conflitante estava acima deles a 11.000 m (36.000 pés). Além disso, o ATC forneceu a posição errada do avião DHL (2 horas em vez das 10 horas reais). A Rússia afirma que a tripulação da DHL tinha uma "possibilidade real" de evitar uma colisão, já que podiam ouvir a conversa entre a tripulação russa e o controlador.
A Suíça observa que o Tupolev estava cerca de 33 m (108 pés) abaixo do nível de voo ordenado pelo controlador suíço, e ainda descendo a 580 m / min (1.900 pés / min). Os suíços afirmam que essa também foi a causa do acidente. A Suíça também solicitou que o BFU fizesse uma conclusão formal de que os avisos do TCAS teriam sido úteis se obedecidos imediatamente; o BFU recusou-se a fazê-lo.

## Consequências

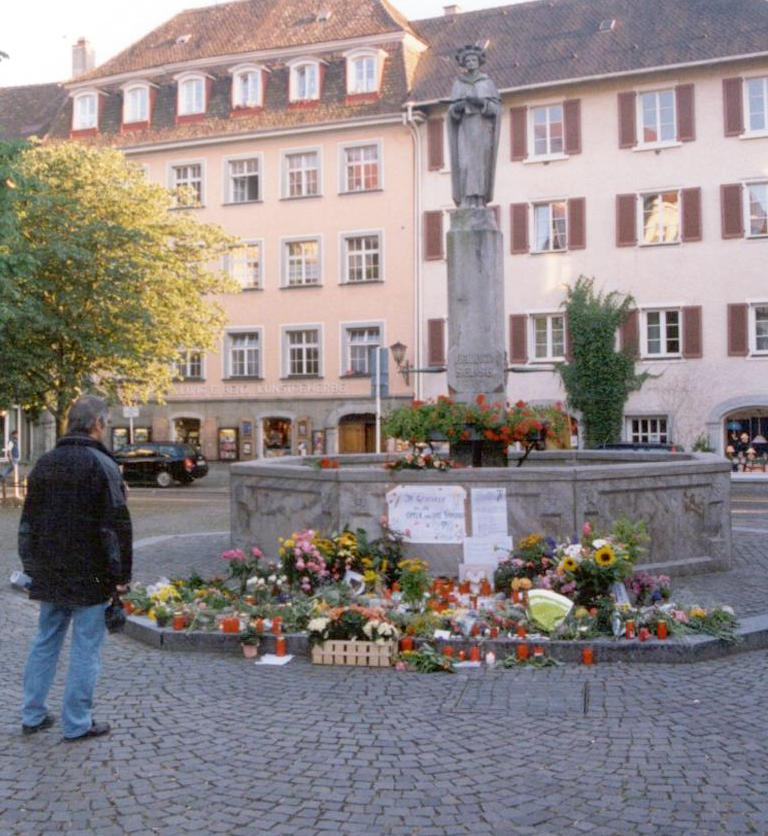
Memorial temporário na Fonte Sosa em Überlingen.

Nielsen necessitou de atendimento médico devido ao estresse traumático causado pelo acidente. Na Skyguide, seus ex-colegas mantinham um vaso com uma rosa branca sobre o antigo posto de trabalho de Nielsen. A Skyguide, depois de inicialmente ter culpado o piloto russo pelo acidente, assumiu a responsabilidade total e pediu perdão aos parentes das vítimas.
A Skyguide pagou indenizações às famílias das crianças mortas; o valor da compensação foi de cerca de CHF 30.000 (US$ 34.087) a CHF 36.000. O Tribunal Federal Suíço rejeitou os recursos de alguns parentes por indenizações mais altas em 2011.

Em 27 de julho de 2006, um tribunal de Constança decidiu que a República Federal da Alemanha deveria pagar uma indenização à Bashkirian Airlines. O tribunal concluiu que a Alemanha era legalmente responsável pelas ações da Skyguide. O governo apelou da decisão, mas no final de 2013, a Bashkirian Airlines e a República Federal da Alemanha chegaram a um acordo tácito, encerrando o processo antes que uma decisão sobre as questões legais fosse alcançada.

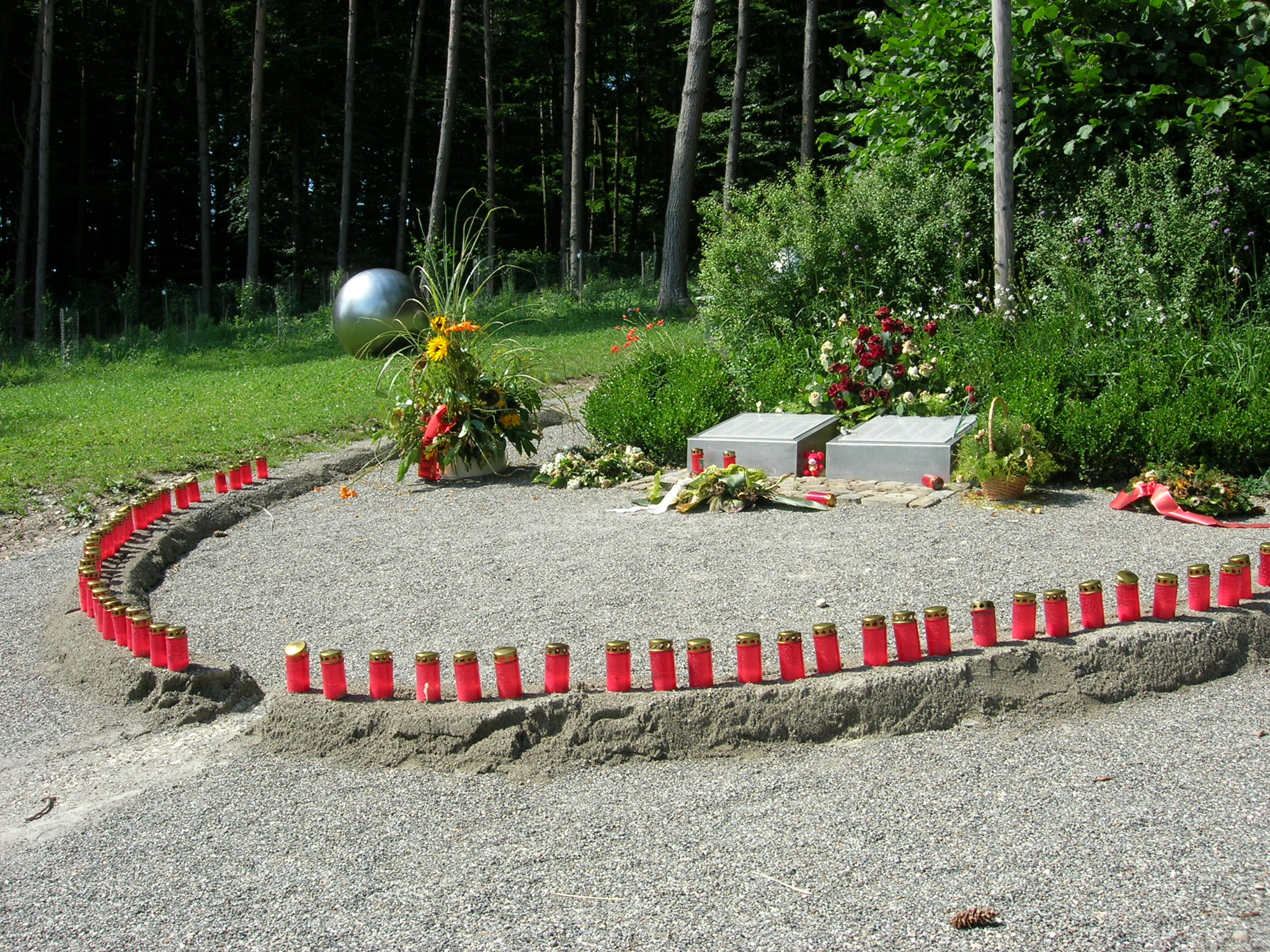
Memorial em homenagem às vítimas

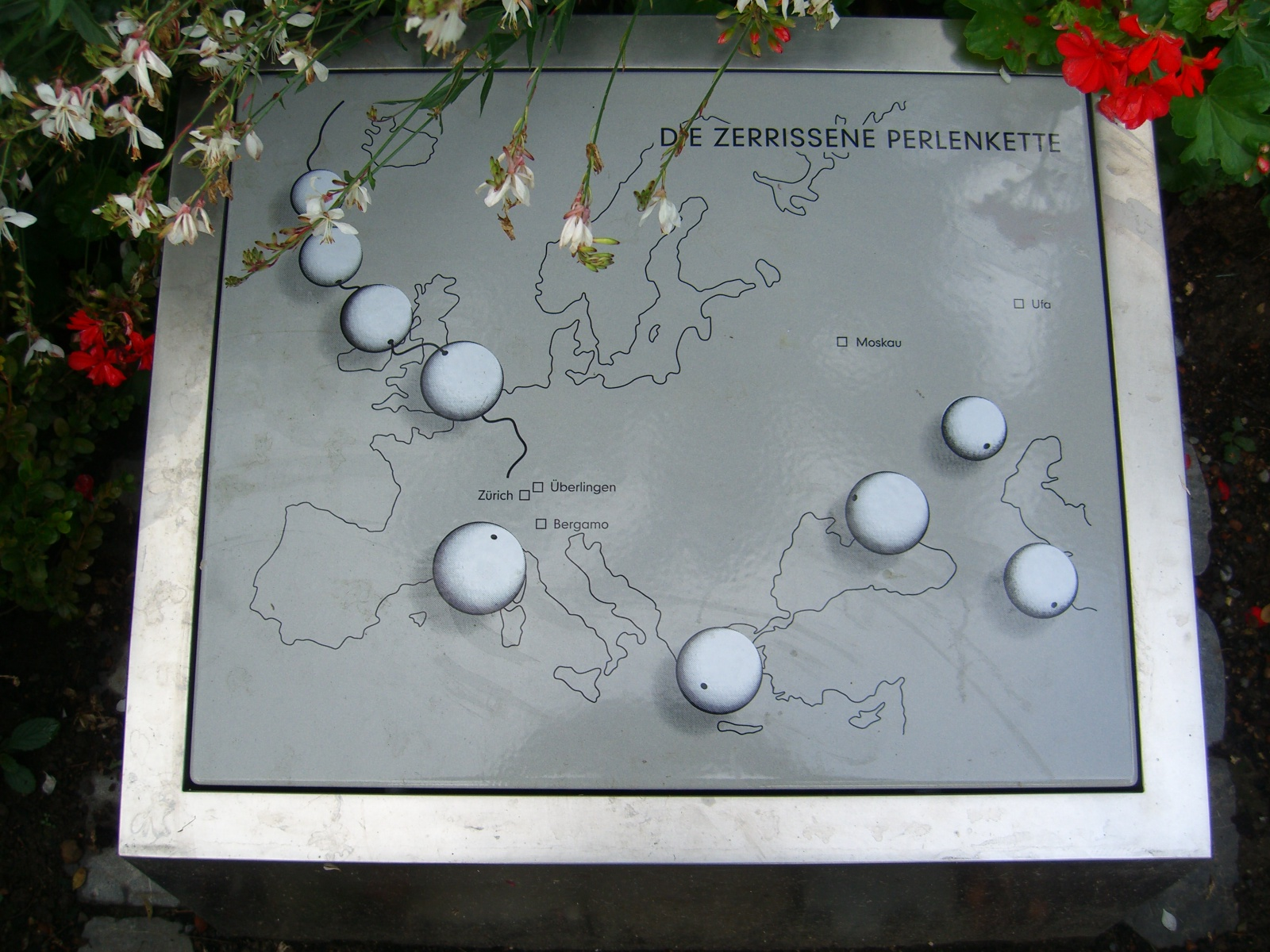
Placa em memória "Die zerrissene Perlenkette"

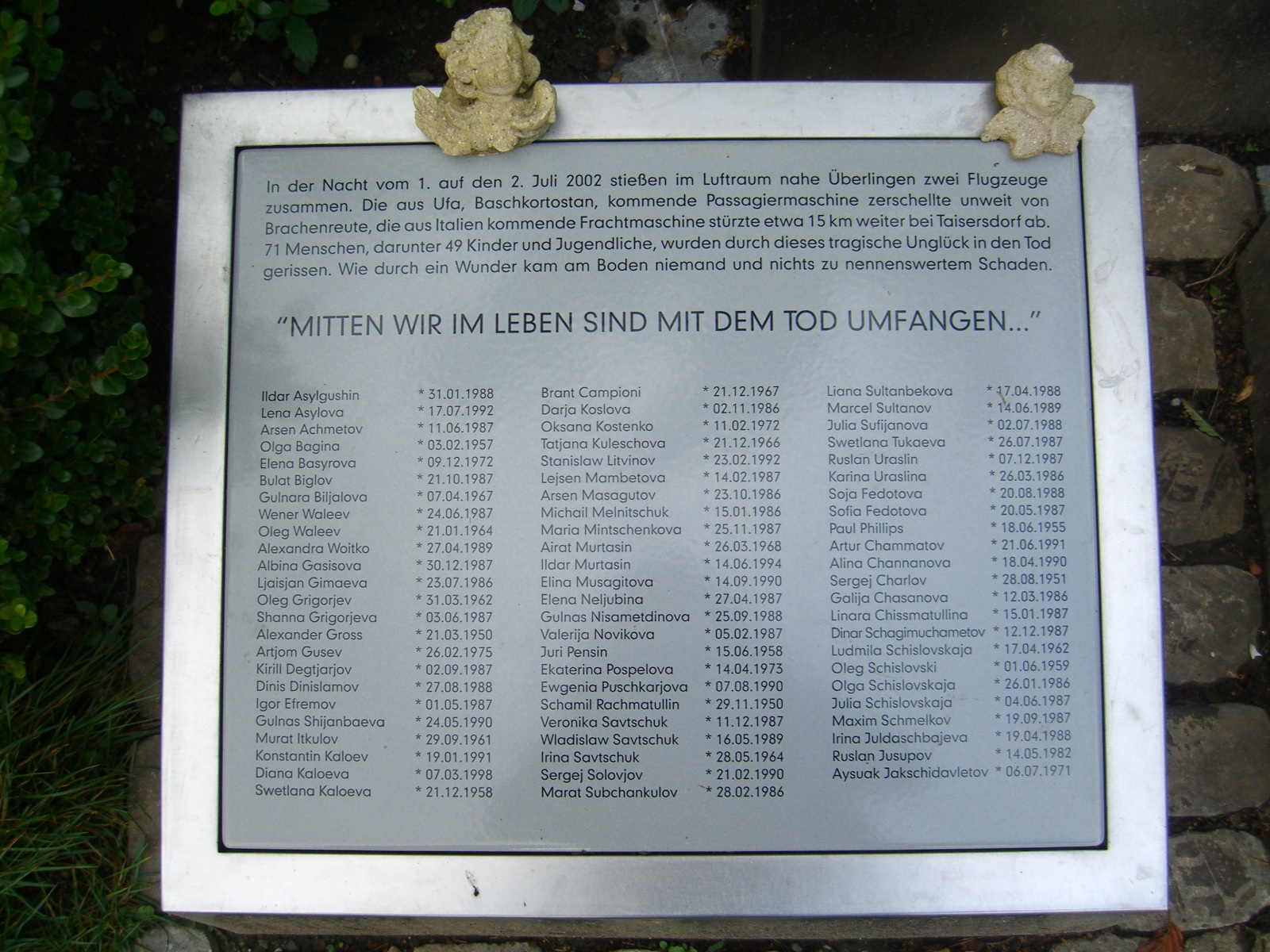
Nomes das vítimas no memorial do acidente em Überlingen

Em outro caso perante o tribunal em Constança, o seguro de responsabilidade civil da Skyguide está processando a Bashkirian Airlines em 2,5 milhões de euros em danos. O caso foi aberto em março de 2008; espera-se que as questões jurídicas sejam difíceis, já que a companhia aérea entrou com pedido de falência de acordo com a lei russa.
Uma investigação criminal da Skyguide começou em maio de 2004. Em 7 de agosto de 2006, um promotor suíço apresentou acusações de homicídio culposo contra oito funcionários da Skyguide. O promotor pediu penas de prisão de até 15 meses se for considerado culpado. O veredicto foi anunciado em setembro de 2007. Três dos quatro gerentes condenados receberam penas de prisão suspensa e o quarto foi condenado a pagar multa. Outros quatro funcionários da Skyguide foram inocentados de qualquer irregularidade.

### Assassinato de Peter Nielsen

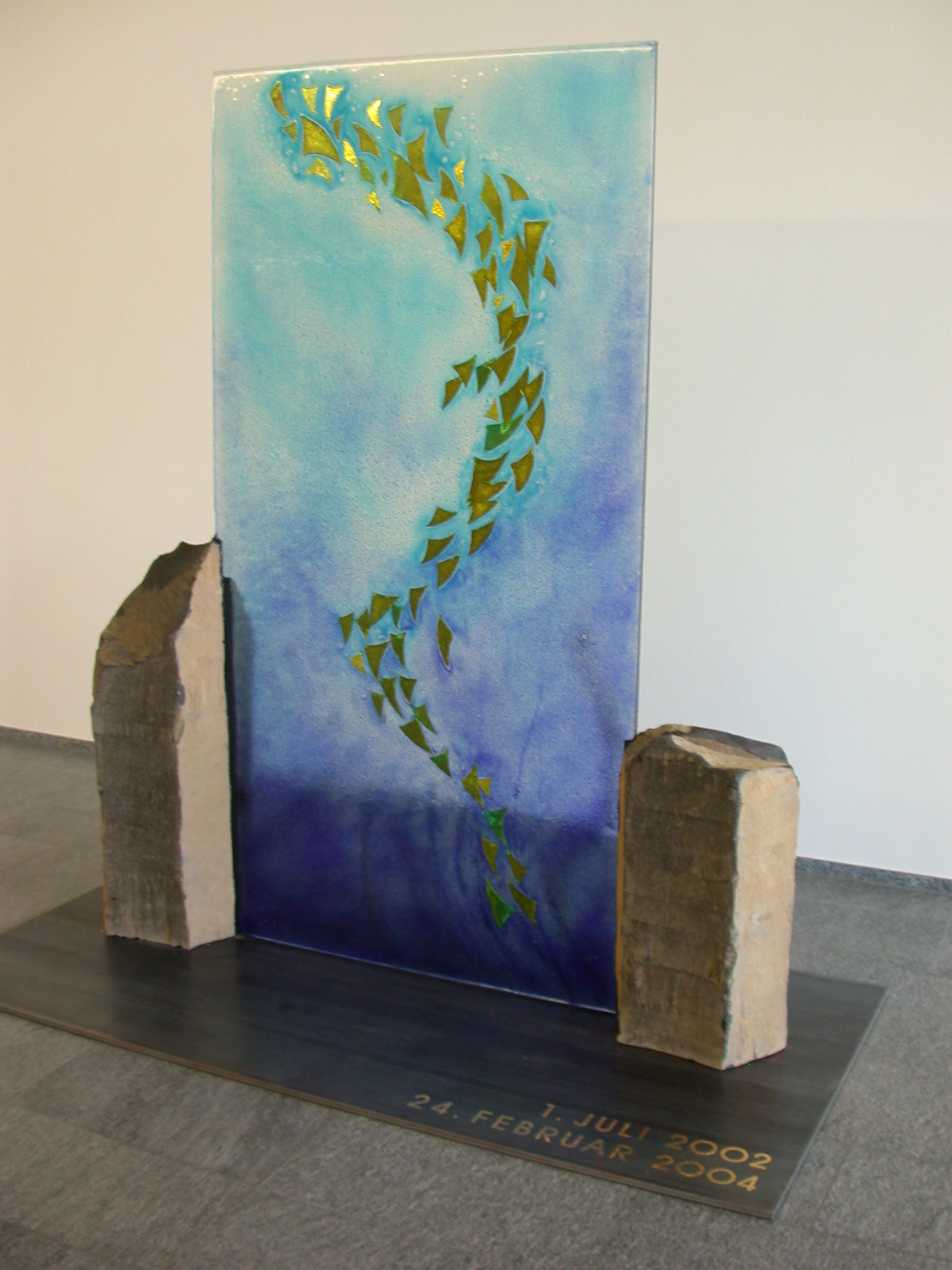
Memorial na Skyguide ao acidente aéreo e assassinato de Peter Nielsen

Devastado pela morte de sua esposa e dois filhos a bordo do voo 2937, Vitaly Kaloyev, um arquiteto russo, responsabilizou Peter Nielsen pessoalmente pelos óbitos. Ele rastreou e esfaqueou Nielsen até a morte, na presença da esposa e três filhos de Nielsen, em sua casa em Kloten, perto de Zurique, em 24 de fevereiro de 2004. A polícia suíça prendeu Kaloyev em um motel local pouco depois e, em 2005, ele foi condenado a oito anos por homicídio culposo. No entanto, sua sentença foi reduzida posteriormente depois que um juiz suíço decidiu que ele agiu com responsabilidade diminuída.
Ele foi libertado em novembro de 2007, tendo passado menos de quatro anos na prisão, porque sua condição mental não foi suficientemente considerada na sentença inicial e após lobby do presidente russo Vladimir Putin. Em janeiro de 2008, ele foi nomeado vice-ministro da construção da Ossétia do Norte. Kaloyev foi tratado como um herói em casa e não expressou arrependimento por suas ações, em vez disso culpou a vítima de assassinato por sua própria morte. Em 2016, Kaloyev foi premiado com a maior medalha estadual pelo governo, a medalha "À Glória da Ossétia". A medalha é concedida às maiores conquistas, melhorando as condições de vida dos habitantes da região, educando a geração mais jovem e mantendo a lei e a ordem.

## TCAS e ordens conflitantes
O acidente levantou dúvidas sobre como os pilotos devem reagir ao receber ordens conflitantes do TCAS e do ATC. TCAS era uma tecnologia relativamente nova na época do acidente, tendo sido obrigatória na Europa desde 2000. Quando o TCAS emite uma instrução de procedimento (RA), o piloto voando deve responder imediatamente por atenção direta aos visores de RA e manobrar conforme indicado, a menos que faça isso colocaria em risco a operação segura do voo, ou a menos que a tripulação de vôo possa garantir a separação com o auxílio da aquisição visual definitiva da aeronave causadora do RA.
Ao responder a uma instrução de procedimento do TCAS que direciona um desvio da altitude atribuída, a tripulação de vôo deve se comunicar com o ATC assim que possível após responder ao RA. Quando o RA é removido, a tripulação de voo deve avisar ao ATC que eles estão retornando à autorização atribuída anteriormente ou deve reconhecer qualquer autorização alterada emitida.
Embora o TCAS esteja programado para assumir que ambas as tripulações seguirão prontamente as instruções do sistema, o manual de operações não afirma claramente que o TCAS deve sempre ter precedência sobre quaisquer comandos do ATC. O manual descreveu o TCAS como "um backup para o sistema de controle de tráfego aéreo", o que pode ser interpretado incorretamente, significando que as instruções do ATC têm prioridade mais alta. Essa ambiguidade foi replicada no Manual de Operações de Voo Tu-154, que continha seções contraditórias. Por um lado, o capítulo 8.18.3.4 enfatizou o papel do ATC e descreve o TCAS como um "auxílio adicional" , enquanto o capítulo 8.18.3.2 proibiu manobras contrárias ao TCAS. O BFU recomendou que esta ambiguidade fosse resolvida a favor de obedecer aos avisos TCAS, mesmo quando estes estivessem em conflito com as instruções do ATC.

### Incidente anterior
Cerca de 17 meses antes da colisão aérea de Überlingen outro incidente ocorreu envolvendo confusão entre TCAS conflitantes e comandos do controle de tráfego aéreo. Em 01 de fevereiro de 2001 um DC-10 que vinha de Busan na Coreia do Sul em direção ao Aeroporto de Narita em Chiba e um Boeing 747-400 que saiu do Aeroporto de Haneda em Tóquio em direção a Naha na ilha de Okinawa (ambos da Japan Airlines) quase colidiram no espaço aéreo japonês. Uma das aeronaves havia recebido ordens conflitantes do TCAS e do controlador; um piloto seguiu as instruções do TCAS, enquanto o outro não. A colisão só foi evitada porque um dos pilotos fez manobras evasivas com base em um julgamento visual. As aeronaves se perderam por cerca de 135 m (443 pés), e a manobra abrupta necessária para evitar o desastre deixou 100 ocupantes feridos em uma aeronave, alguns gravemente. Em seu relatório, publicado 11 dias após o acidente do Tupolev russo colidido pelo Boeing 757, o Japão apelou à Organização da Aviação Civil Internacional (ICAO) para deixar claro que as recomendações dos TCAS devem sempre ter precedência sobre as instruções dos centros de controle de tráfego aéreo. A OACI aceitou essa recomendação e emendou seus regulamentos em novembro de 2003.

### Soluções técnicas
Antes desse acidente, havia sido emitida uma proposta de alteração (CP 112) para o sistema de TCAS II. Essa proposta teria criado uma "reversão" do aviso original - pedindo ao avião da DHL para subir e a tripulação do Tupolev descer. Segundo uma análise do Eurocontrol, isso teria evitado a colisão se a tripulação da DHL tivesse recebido e seguido as novas instruções e o Tupolev tivesse continuado a descer. Todas as aeronaves equipadas com TCAS II foram atualizadas para suportar a reversão das instruções de procedimento.
Além disso, um download automático para o TCAS, que teria alertado o controlador de que um aviso do sistema anti-colisão havia sido emitido para a aeronave sob seu controle, e o notificado sobre a natureza desse aviso, não havia sido implantado em todo o mundo no momento do acidente.

### Recomendações após o acidente
O relatório de investigação contém uma série de recomendações sobre o TCAS, exigindo atualizações e para um melhor treinamento e instruções mais claras aos pilotos. O sistema TCAS II foi redesenhado, com seu ambíguo comando de voz "Ajustar velocidade vertical" alterado para "Nivelar", para aumentar as respostas adequadas dos pilotos.

## Na cultura popular

### Filmes
- O episódio do acidente e suas consequências fazem parte do enredo do filme Aftermath, lançado em 2017 e estrelando Arnold Schwarzenegger como um personagem amplamente baseado em Kaloyev.[47][48]
- O acidente e a subsequente morte do controlador de tráfego aéreo foram usados como base para um filme produzido pelas estações de TV alemãs e suíças SWR e SF, chamado Flug in die Nacht - Das Unglück von Überlingen (Voo para a noite - o acidente em Überlingen) (2009), estrelado por Ken Duken como Nielsen e Evgeni Sitochin como Kaloyev.[49]
- O filme russo Unforgiven (2018) é baseado na colisão aérea de Überlingen, com Dmitry Nagiyev interpretando Kaloyev.

### Música
- "Ballad of Vitaly", a faixa final do álbum History from Below (2010) da banda de rock norte-americana Delta Spirit's, conta a história da colisão aérea e as ações de Vitaly Kaloyev após o acidente.[50]
- A banda Futurepop alemã Edge of Dawn alude à história de Kaloyev e menciona seu nome na canção "The Flight (Lux)", que aparece em seu EP The Flight (2005) e seu álbum completo Enjoy the Fall (2007).[51]

### Podcast
- Em 3 e 10 de fevereiro de 2019, Casefile True Crime Podcast: "Peter Nielsen", Caso 106 (Partes 1 e 2) cobriu a história da colisão no ar e subsequente morte do ex-controlador do Skyguide Peter Nielsen, pelo arquiteto russo Vitaly Kaloyev.[52]

### Televisão
A colisão apareceu em vários segmentos da série de TV canadense Mayday:
- "Deadly Crossroads", 5º episódio da segunda temporada (2004) (chamada Air Emergency and Air Crash Investigation no Reino Unido e em outros lugares ao redor do mundo).[20] A reconstituição foi transmitida nos Estados Unidos com o título "A Father's Revenge"; e com o título "Mid-Air Collision" no Reino Unido, Austrália e Ásia. Em Portugal o episódio foi intitulado "A vingança de um pai". No Brasil foi intitulado "Fora de Controle."[53] Kaloyev foi interpretado pelo ator Kresimir Bosiljevac.
- O voo também foi incluído em um especial da oitava temporada do Mayday (2009) intitulado "System Breakdown"[54] ("Controladores de Voo" no Brasil"[55]), que examinou o papel dos controladores de tráfego aéreo em desastres de aviação.
- A série de documentários Seconds From Disaster (Segundos Fatais no Brasil) do National Geographic Channel apresentou essa colisão no ar no episódio intitulado "Collision at 35.000 pés" (no Brasil "Desastre Fatal"[56]), lançado em 26 de setembro de 2011.

### Teatro
- Na peça off-Broadway dos EUA, My Eyes Went Dark, que estreou em 7 de junho de 2017 e encerrou em 2 de julho, o dramaturgo e diretor Matthew Wilkinson conta a história de Kaloyev, que apresentou, entre outros personagens, Declan Conlon como Kaloyev e Thenitha Jayasundera como sua esposa. Foi exibido no teatro 59E59 em Nova York.